# Jean Labadie
Pour les articles homonymes, voir Labadie.
Jean Labadie est un producteur et distributeur français de films né le 2 septembre 1955, fondateur des sociétés BAC Films, Paradis Films, Mars Films, Wild Side Films et Le Pacte.

## Biographie
Jean Labadie est d'abord démarcheur en encyclopédie, puis vendeur de série Z auprès des exploitants pour Trans Univers. Embauché en tant que représentant chez MK2, il est ensuite affichiste puis responsable des ventes et des acquisitions. En 1986, il fonde BAC Films avec un capital de 50 000 francs à l'occasion de la sortie du film Le Diable au corps de Marco Bellocchio, qui fera 670 000 entrées. Parmi les premiers films sortis figurent Nola Darling n'en fait qu'à sa tête de Spike Lee, Agent trouble de Jean-Pierre Mocky, Le Ventre de l'architecte de Peter Greenaway et Trois sœurs de Margarethe Von Trotta. La société obtient sa première palme d'or à Cannes en 1990 avec Sailor et Lula de David Lynch, qui fait près d’un million d’entrées en salles en France. Il en obtiendra sept autres avant le départ du fondateur : pour Barton Fink, Les Meilleures Intentions, La Leçon de piano, Pulp Fiction, La Chambre du fils, Le Pianiste et 4 mois, 3 semaines, 2 jours. 
En 1998 Jean Labadie crée Mars Films, société de distribution à vocation art et essai, avec Stéphane Célérier (également ancien de Lazennec). En 2000 il crée également Wild Side Vidéo et Wild Side Films.
Le 28 juin 2000, la holding Bac Majestic, qui possède entre autres BAC Films, Mars Films et le pôle exploitation Majestic (ce qui inclut Les écrans de Paris), entre en bourse.
En 2007 Jean Labadie quitte la structure pour fonder Le Pacte, laissant la direction de BAC Films à Roch Lener

## Filmographie partielle
- 1989 : La Salle de bain de John Lvoff
- 1989 : Les Bois noirs de Jacques Deray
- 1991 : J'embrasse pas d'André Téchiné
- 1992 : Indochine de Régis Wargnier
- 1993 : Tout le monde n'a pas eu la chance d'avoir des parents communistes de Jean-Jacques Zilbermann
- 1994 : L'Irrésolu de Jean-Pierre Ronssin
- 1997 : Chinese Box de Wayne Wang
- 1999 : Cinq minutes de détente de Tomas Roméro
- 1999 : Himalaya : L'Enfance d'un chef d'Éric Valli
- 1999 : Tabou de Nagisa Ōshima
- 2001 : Avril brisé de Walter Salles
- 2001 : Le Peuple migrateur de Jacques Perrin, Jacques Cluzaud et Michel Debats
- 2002 : Le Frère du guerrier de Pierre Jolivet
- 2003 : À cinq heures de l'après-midi de Samira Makhmalbaf
- 2005 : Zim and Co. de Pierre Jolivet
- 2005 : Free Zone de Amos Gitaï
- 2006 : La Planète blanche  de Thierry Piantanida et Thierry Ragobert
- 2007 : Scorpion de Julien Seri
- 2007 : Lumière silencieuse de Carlos Reygadas
- 2011 : Habemus papam de Nanni Moretti
- 2011 : Pourquoi tu pleures ? de Katia Lewkowicz
- 2012 : Diaz : un crime d'État de Daniele Vicari
- 2012 : Jean de la Lune de Stephan Schesch
- 2013 : Le jour attendra d'Edgar Marie
- 2013 : Lulu femme nue de Sólveig Anspach
- 2015 : Tale of Tales de Matteo Garrone
- 2015 : Tête baissée de Kamen Kalev
- 2016 : L'Outsider de Christophe Barratier
- 2018 : Dogman de Matteo Garrone
- 2018 : Un amour impossible de Catherine Corsini
- 2018 : El reino de Rodrigo Sorogoyen
- 2019 : Madre de Rodrigo Sorogoyen
- 2019 : Pinocchio de Matteo Garrone